# Agrionympha jansella
Agrionympha jansella es una especie de polilla de la familia Micropterigidae. Fue descrita por George Gibbs y Kristensen en 2011. Esta especie habita en Sudáfrica, donde solo se conoce de las cataratas Karkloof en el Cabo Oriental.

## Etimología
La especie lleva el nombre de Anthonie Johannes Theodorus Janse, quien reveló la presencia de micropterígidos en el sur de África cuando recolectaba Agrionympha pseliacma en la misma localidad (cataratas Karkloof), en 1917.

## Descripción
La longitud de las alas anteriores es de aproximadamente 3,2 mm en las hembras.